# Кортино
Кортино (итал. Cortino) — коммуна в Италии, расположена в регионе Абруццо, подчиняется административному центру Терамо. Он расположен в национальном парке Гран-Сассо и Монти-делла-Лага.
Население составляет 845 человек, плотность населения составляет 14 чел./км². Занимает площадь 62 км². Почтовый индекс — 64040. Телефонный код — 0861.
Большая часть этого населения живет в маленьких деревушках, разбросанных по Кортино. В последние годы население понемногу сокращается, поскольку люди переезжают в более крупную и развитую Терамо.
До 1816 года Кортино все еще был частью Королевства двух Сицилий. Кортино был одной из 29 горных деревень, которые образовали «Стату ди Розето», как тогда называлась Абруццо Ультеориоре I, известная сегодня как провинция Терамо. Административные изменения произошли в 1868 году, после объединения Италии, когда общинный статус Валле Сан Джованни был отменен. Коллегилеско, Казанова и Фаэто были в то время включены в Коммуну Кортино.
Коммунальные архивы Кортино были почти полностью разрушены в 1943 году.